# Drapeau de Tampa (Floride)
Le drapeau de la ville de Tampa, en Floride, a été adopté par la ville le 1er juillet 1930. Les nombreuses pièces du drapeau unique représentent les différents éléments qui ont fait le succès de la ville elle-même. Le drapeau est l’un des rares drapeaux non quadrilatéraux utilisés.

## Création du drapeau
Bien que Tampa ait été nommée en 1849, il a fallu près de 100 ans pour qu’un drapeau soit créé. Le maire D.B. McKay a introduit le design dans le patrimoine multinational de la ville. À son tour, il présenta la bannière au conseil des représentants et recommanda qu’elle soit adoptée comme drapeau officiel. Le 1er juillet 1930, le conseil a adopté le drapeau de son concepteur F. Grant Whitney.

## Histoire et description
Les couleurs sont inspirées des drapeaux nationaux des immigrants qui se sont installés dans la région : la France, la Grande-Bretagne et les États-Unis (rouge, blanc et bleu) ; l’Italie (vert, blanc et rouge) ; et l’Espagne (rouge et jaune). La section rayée d’or et de rouge est censée représenter le drapeau de l’Espagne qui a joué un grand rôle dans l’histoire de Tampa et de la Floride avec l’exploration espagnole. Dans le drapeau, l’État a reconnu la contribution britannique à la ville avec les bandes rouges et blanches ressemblant à des chevrons qui sont censées représenter deux des trois aspects qui composent l’Union britannique « portions des croix de Saint-André et de Saint-Georges ». [explication supplémentaire nécessaire]
Le rouge, le blanc, le bleu et les étoiles représentent les États-Unis d’Amérique, qui ont acheté l’État en 1821. Le rouge, le blanc et le bleu sur le côté gauche du drapeau sont une représentation du drapeau français. La pointe du drapeau, qui est rouge et verte et a une seule étoile blanche, représente le drapeau italien. Les deux pays « ont eu une influence sur la culture et le patrimoine » de la ville de Tampa, et la créatrice Whitney a voulu intégrer les nombreux immigrants qui ont aidé la ville à grandir et à prospérer. « Fort Brooke a été créé et, en 1834, la législature territoriale a créé le comté de Hillsborough, qui est symbolisé par un « H » stylisé ». La lettre « H » est déguisée de manière créative et composée des représentations des drapeaux de la France et de l’Espagne avec la ligne bleue qui forme le grand « T » qui est tourné sur le côté. Ce « T » est beaucoup plus visible à l’œil nu et représente le nom de la ville : Tampa. « Le sceau de la ville de Tampa est représenté sur les bandes blanches, dorées et rouges. Le sceau note que la ville de Tampa a été organisée en 1887. Tampa a été incorporée en tant que village en 1849, en tant que ville en 1855 et en tant que ville en 1887.
Alors que Tampa organise son défilé annuel de pirates Gasparilla, beaucoup pensent que le navire au centre du drapeau est une référence aux pirates ; cependant, le navire portant les trois mâts avec deux voiles chacun est étonnamment supposé être une interprétation de l’homme qui a aidé la ville plus isolée de Tampa à prospérer, Henry B. Plant. L’incorporation du navire de Plant, le Mascotte, était importante, car « les contributions significatives au développement de la Floride et de la baie de Tampa sont la raison pour laquelle le magazine Success a surnommé Henry Plant « le roi de la Floride » en 1898 ».
La forme unique du drapeau rappelle celle d’un guidon de cavalerie obsolète autrefois utilisé au Royaume-Uni, le porte-queue chanfreiné. Cependant, les doubles indentations à l’extrémité en font un double machaon, un double machaon chanfreiné.